# Мергелева гряда (археологічна пам'ятка)
Мерге́лева гряда́ — археологічна пам'ятка бронзової доби, розташована неподалік села Степанівка Перевальського району Луганської області. Вік пам'ятки — близько 5 тисячоліть.

## Історія відкриття
«Мергелева гряда» була знайдена в 1976 році групою школярів Алчевської середньої школи № 23 під керівництвом засновника археологічного клубу «МИГ» Володимира Парамонова. Детальні дослідження археологічної пам'ятки розпочалися в 2005 році. Експедиції на Мергелеву гряду проводяться під керівництвом доктора історичних наук Клочко В. І. за підтримки Міністерства культури і туризму України. Широке висвітлення в пресі археологічна пам'ятка отримала у вересні 2006 року, коли ряд українських ЗМІ у своїх публікаціях почали її називати «Українські піраміди», «Луганський стоунхедж», «Друга Китайська стіна». За визначенням геологів та археологів, які наприкінці 2007 р. виступули на науковій конференції у Луганську, крім звичайних курганів, на «Мергелевій гряді» інших штучних споруд немає.

## Територія пам'ятника
Площа пам'ятника 10 га. Основу пам'ятника становить кам'яниста гряда, що простирається з південного заходу на північний схід. На гряді розташована найвища точка цієї місцевості — 242 м над рівнем моря. Ландшафт пам'ятника не піддавався техногенним змінам. До комплексу входять:
1. Святилище, викладене обробленими кам'яними плитами й блоками по всій площі й обмежене на північно-заході кам'яною стіною (завдовжки 300м) з вертикально стоячих плит.
2. Чотири кургани висотою від 1,3 м до 2 м.

Будівлі комплексу функціонували для різних племен цього регіону впродовж кількох тисяч років як святилища та поховальні споруди. За попередніми даними пам'ятка датується IV — II тис. до Р. Х., тобто належить до періодів пізнього енеоліту — доби бронзи. Цей час в історії населення Східної Європи не залишив по собі писемних свідчень, тому археологічні дослідження є єдиним джерелом для формування знань про історичну долю та культуру індоєвропейської мовної спільноти, а також процеси виділення з неї індо-аріїв.

## Наукове значення
За розмірами площі, кількістю та складністю кам'яних будівель сакрального характеру комплекс «Мергелева гряда» не має аналогів серед пам'яток цього часу стародавньої Східної Європи і може вважатися значним надбанням культурної спадщини України. Подальше її наукове вивчення значно розширить наші знання про найдавніші періоди історії та культуру народів не тільки регіону Донбасу, але і всієї Східної Європи. Музеєфікація дозволить поставити її в ряд видатних пам'яток світової культурної спадщини.
На пам'ятку був складений паспорт пам'ятки археології та переданий Луганській обласній інспекції з охорони пам'яток культурної спадщини з пропозиціями взяти цей нововиявлений об'єкт на облік як пам'ятку археології місцевого значення та висунути цю пам'ятку на здобуття статусу пам'ятки національного значення.